# Pristimantis muchimuk
Espèce
Pristimantis muchimuk est une espèce d'amphibiens de la famille des Craugastoridae.

## Répartition
Cette espèce est endémique du tepuy Churí dans l'État de Bolívar au Venezuela. Elle se rencontre à environ 2 325 m d'altitude.

## Description
La femelle holotype mesure 25,2 mm.

## Publication originale
- Barrio-Amorós, Mesa, Brewer-Carías & McDiarmid, 2010 : A new Pristimantis (Anura, Terrarana, Strabomantidae) from Churi-tepui in the Chimanta massif, Venezuelan Guayana. Zootaxa, no 2483, p. 35-44.